# Programa de Educação Escolar do Hunsriqueano
Programa de Educação Escolar do Hunsriqueano melhor conhecido como o Projeto Hunsrik - Plattaytx é um programa educacional no Brasil para incentivar culturalmente os municípios brasileiros que possuem o Hunsriqueano como língua co-oficial, ou que tenham muitos falantes desta língua. O projeto já trabalha com órgãos governamentais para a implantação da disciplina de línguas e culturas locais em sala de aula no ensino.
O Hunsriqueano ou Hunsrik, conhecido também como Katarinensisch  (no Estado Santa Catarina), é uma língua germânica  como qualquer outra, derivada do dialeto Hunsrückisch que trouxeram o imigrantes vindos da Região do Hunsrück da atual Alemanha. Hoje, o Hunsrik é considerado um Patrimônio Histórico e Cultural do Rio Grande do Sul.

## Municípios brasileiros que oficializaram o ensino da línguaHunsriqueanaouHunsrik

### Rio Grande do Sul
- Santa Maria do Herval[6][7][8][9]
- Estância Velha  [10][11]
- Nova Hartz[12][13]

### Santa Catarina
- Antônio Carlos[14][15][16]
- Treze Tílias (o ensino da língua é obrigatório nas escolas, estando em fase de oficialização nos serviços públicos do município)[17][18][19]

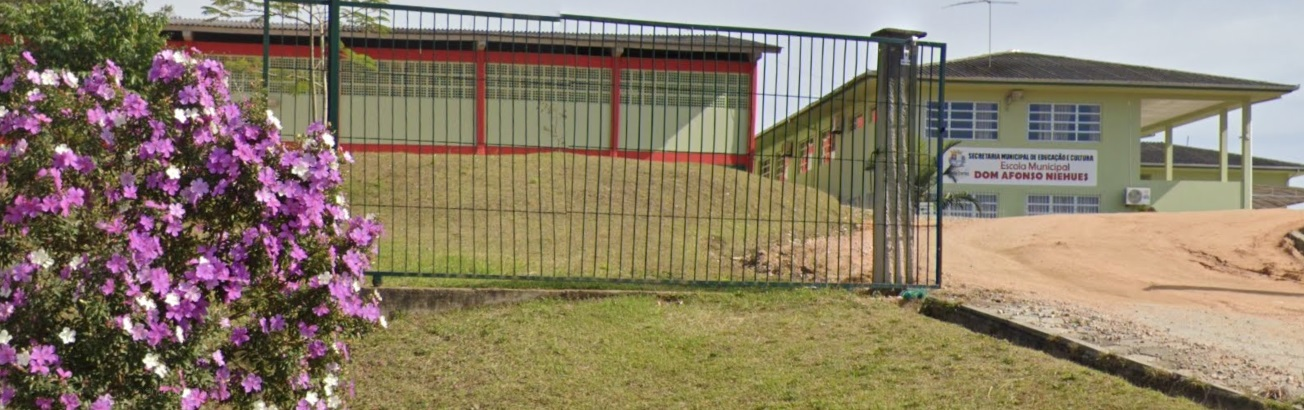
Escola Municipal Dom Alfonso Niehues do Antônio Carlos.
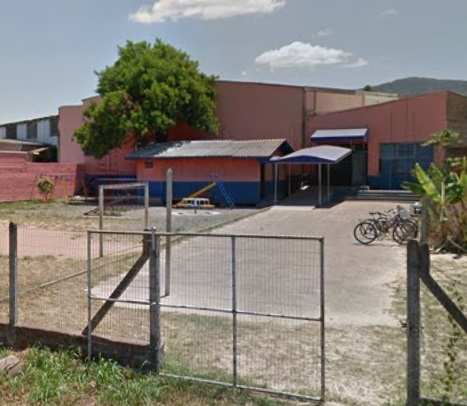
EMEF Pastor Wardenberg em Nova Hartz.
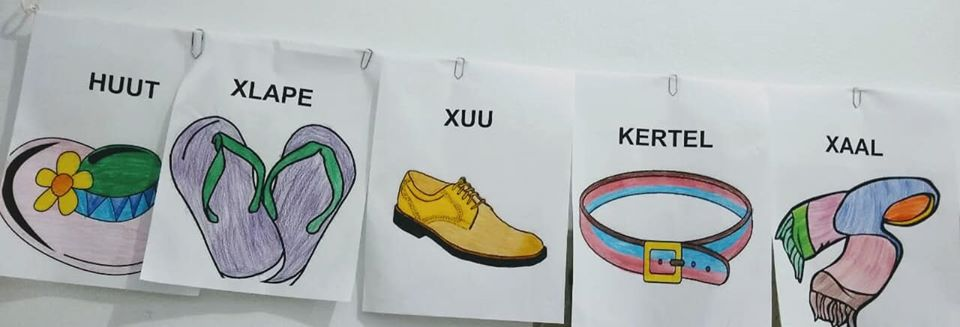
Escola Municipal Pastor Wardenberg Nova Hartz.

## Referencias
1. ↑  https://books.google.co.ve/books?id=OA2IDwAAQBAJ&printsec=frontcover#v=onepage&q&f=false
2. ↑  https://www.diariocachoeirinha.com.br/noticias/regiao/2020/07/25/disciplina-e-formacao-de-professores.html
3. ↑  https://web.archive.org/web/20190427003912/https://odiario.net/editorias/geral/projeto-hunsrik-completa-15-anos-no-mes-de-fevereiro/
4. ↑  http://phavi.portal.umcs.pl/at/attachments/2014/0710/150223-agua-vai-4-4.pdf
5. ↑  https://web.archive.org/web/20170113130318/https://lagoinha.com/ibl-vida-crista/santa-catarina-2/
6. ↑  A sala de aula de alemão para falantes de dialeto: realidades e mitos
7. ↑  Brasil: dialeto do baixo-alemão torna-se segunda língua oficial de cidade gaúcha
8. ↑  Apresentando... Santa Maria do Herval
9. ↑  Dialetos Hunsrik e Talian na ofensiva no Sul - Em Santa Maria do Herval, regiăo de Novo Hamburgo, RS, surge forte a mobilizaçăo em favor do Hunsrik - a faceta brasileira/latino-americana do Hunsrückisch. Em Serafina Correa, RS, floresce o talian - acessado em 21 de agosto de 2011
10. ↑  https://leismunicipais.com.br/a/rs/e/estancia-velha/lei-ordinaria/2008/132/1321/lei-ordinaria-n-1321-2008-aprova-o-plano-municipal-de-educacao-e-da-outras-providencias
11. ↑  http://www.estanciavelha.rs.gov.br/noticias/detalhe/3284
12. ↑  https://www.jornalrepercussao.com.br/dia-a-dia/dialeto-de-origem-alema-passa-a-fazer-parte-da-grade-escolar-de-nova-hartz
13. ↑  https://www.camaranovahartz.rs.gov.br/camara/atas/pesquisa/2017/1/0/212
14. ↑  Antônio Carlos, o primeiro município catarinense a cooficializar o Hunsrückisch como segunda língua
15. ↑  Conheça o hunsrückisch, o idioma trazido pelos alemães para a Grande Florianópolis
16. ↑  Antônio Carlos recebe visita de alunos e professores da Universidade de Kiel (ALEMANHA)
17. ↑  VEREADORES DE TREZE TÍLIAS SE REUNIRAM ONTEM
18. ↑  TREZE TÍLIAS
19. ↑  Um pedaço da Aústria no Brasil, Treze Tílias